# Валуево (усадьба)
Покровское-Валуево (в прошлом Настасьино) — хорошо сохранившаяся усадьба учёного вельможи А. И. Мусина-Пушкина.
Лежит у берега речки Ликовы в посёлке Валуево бывшего Ленинского района Московской области (с 2012 года — территория «Новомосковского административного округа»). Основные постройки, возведённые на рубеже XVIII и XIX веков, заняты санаторием «Валуево».

## История
Село обязано своим названием знатному роду Валуевых, один из представителей которого, дьяк Григорий Валуев, владел этими местами в начале XVII века. До 1861 г. в документах селение проходило под названием «Настасьино, Покровское тож». В конце XVII века им владели князья Мещерские.
В 1742 г. наследники П. А. Толстого продали Настасьино генерал-аншефу Д. А. Шепелеву, который распорядился выстроить деревянный одноэтажный особняк и каменную усадебную церковь во имя Покрова Богородицы (снесена в 1930-е гг.). По завещанию поместье унаследовала отставная фрейлина Мария Кошелева, передавшая его в руки своей племянницы, княжне Екатерине Волконской, в замужестве графини Мусиной-Пушкиной.

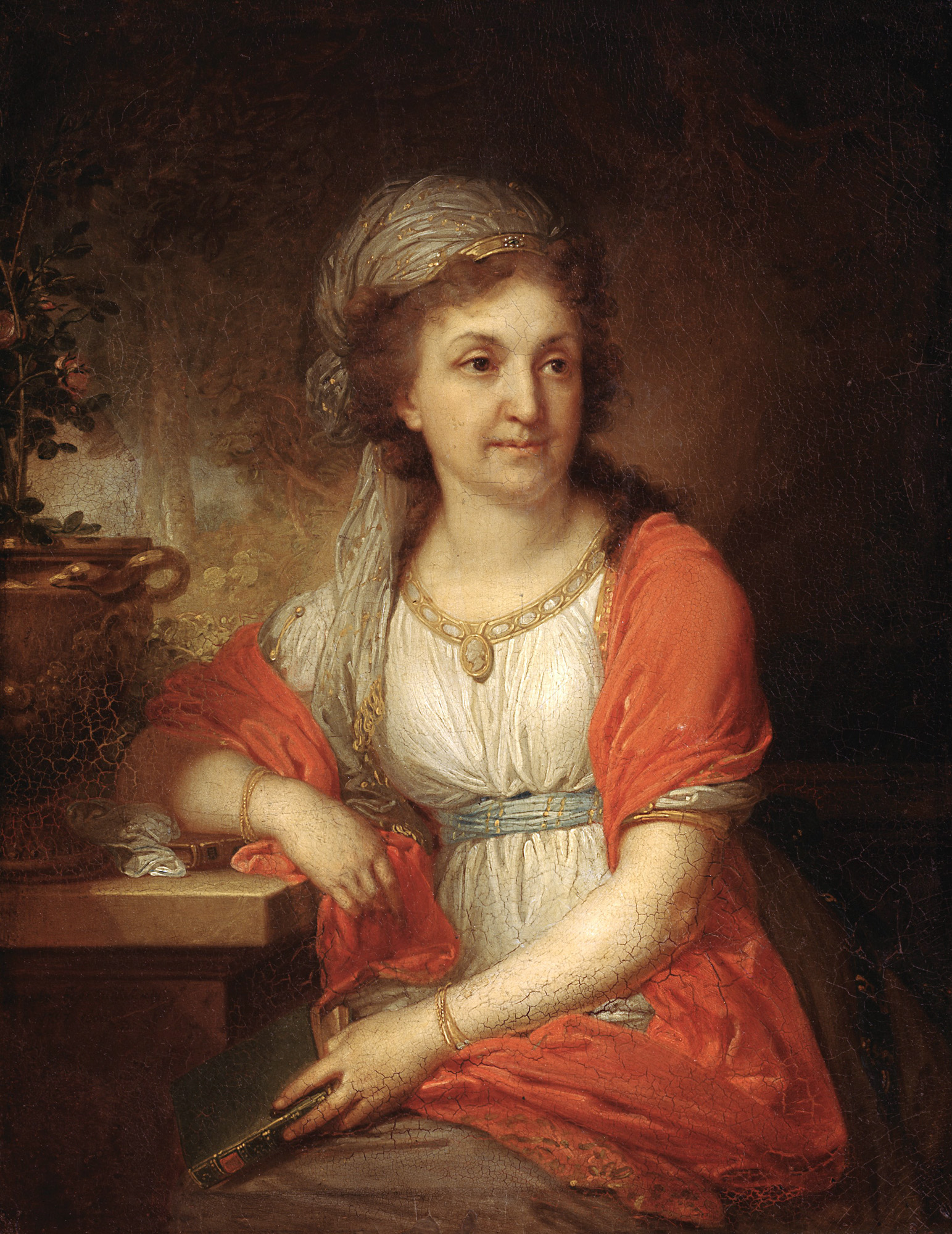
Хозяйка усадьбы, графиня Е. А. Мусина-Пушкина, на портрете Боровиковского

Компактный, гармоничный и цельный усадебный ансамбль был создан в Настасьине на рубеже XVIII и XIX веков по воле Екатерины Мусиной-Пушкиной и её супруга, графа Алексея Ивановича. Родительские имения графа — Иловна и Борисоглеб с ценной картинной галереей — находились далеко от Москвы, в Мологском уезде. В Настасьине же его хлебосольная жена обустроила для себя «подмосковную» с крепостным театром, где летом собирала вокруг себя детей и внуков, а также московских знакомых. Обычными гостями были помещики-соседи — Четвертинские из Филимонок, Вяземские из Остафьево, Гагарины из Ясенево. Устраивались часто танцы, шарады и все веселились от души.
Следующий владелец, декабрист Владимир Мусин-Пушкин, был в Покровском редким гостем, хотя имеются указания, что он принимал здесь Пушкина и Баратынского. Из-за пристрастия к карточной игре и трат на наряды жены, красавицы Эмилии Карловны, он безнадёжно запутался в долгах. В 1856 г. Валуевскую волость выкупил князь Владимир Четвертинский, сын известного в московском обществе князя Бориса Антоновича, хозяина соседнего имения Филимонки. После смерти князя Владимира имение унаследовала его сестра Вера Борисовна.
Вслед за отменой крепостного права старинные дворянские усадьбы стали переходить в руки представителей нарождающейся буржуазии. Валуево не было исключением из этого правила. Начиная с 1880-х гг. имение приспосабливает под собственные вкусы и нужды купец первой гильдии Д. С. Лепёшкин. Его иждивением была построена водонапорная башня, пристроены балконы, обновлена ограда, а прежние въездные ворота были заменены более помпезными — с фигурами глядящих друг на друга оленей.
В 1920 г. национализированная усадьба была передана для организации «дома отдыха для московских рабочих». Ведомственный санаторий, входивший в структуру Главмосстроя, поддерживал территорию в образцовом порядке. Во время битвы за Москву в усадьбе были расквартированы полевые подвижные госпитали № 467 и 470. В северной части парка находится братская могила военнослужащих РККА, умерших в этих госпиталях.
В 1950-60-х годах здесь снимались кинофильмы «На подмостках сцены», «Гусарская баллада» и «Война и мир», в 1970-х — «Мой ласковый и нежный зверь». По состоянию на 2017 год территория находится в ведении ПАО «Клинический санаторий «Валуево». В июле 2024 года было объявлено о планах по реставрации усадьбы.В ноябре 2024 г. началась реставрация ворот парадного въезда.

## Архитектура
Главенствующее положение в усадебно-парковом ансамбле занимает двухэтажный деревянный господский дом (1810—1811) с шестиколонным портиком ионического ордера и мезонином, над которым парит гранёный бельведер со шпилем. Дом поставлен на подклет с кирпичными сводами. В интерьере сохранились камины искусственного мрамора, фрагменты скульптурного убранства, колонны и лепнина, наборный паркет. Парадный вход оформлен в виде лестницы, по краям которой были установлены металлические фигуры львов (сейчас на их месте находятся крашеные копии, предположительно гипсовые).
По сторонам симметрично расположены низкие флигели самого конца XVIII века, также двухэтажные, служившие в первое время кухней и крепостным театром. Они соединены с господским домом открытыми колоннадами. Боковые стороны курдонёра образуют одноэтажные здания конного и скотного дворов, построенные в одно время с флигелями. К ограде примыкают ещё две небольшие постройки с мезонинами — это бывшая усадебная контора и дом управляющего.
Круглые краснокирпичные башни ограды в стиле русской готики были возведены позже остальных построек, после покупки усадьбы Лепёшкиным. От церкви XVIII века сохранились только домики церковного причта.

## Ландшафтный парк
За усадебным домом полого спускается к берегу реки Ликовки просторный липовый парк с тремя прудами — Красным, Золотым и Тёмным. Из парковых павильонов уцелели валунный грот с тремя арочными входами (на берегу верхнего пруда) и Охотничий домик над другим гротом — очевидно, копия кваренгиевского музыкального павильона в Царском Селе.